# Jarosław Rafałko
Jarosław Rafałko (en. Jerry Rafalko, ur. 24 stycznia 1955 w Knyszynie, zm. 13 lipca 2023) – amerykański duchowny starokatolicki polskiego pochodzenia, biskup Diecezji Zachodniej Polskiego Narodowego Kościoła Katolickiego.

## Życiorys
Urodził się i wychował w Polsce. Dzieciństwo i młodość spędził w Mońkach. Po ukończeniu wyższego seminarium duchownego został kapłanem rzymskokatolickim. W latach 1980–1989 pracował jako wikariusz w parafiach białostockiej administratury apostolskiej w Szudziałowie i Białymstoku. W 1989 roku wyjechał do Stanów Zjednoczonych Ameryki. Przez około rok pracował jako duchowny wspomagający w narodowych placówkach kościelnych m.in. w parafii św. Cyryla i Metodego w Chicago. W 1990 roku ożenił się i został formalnie duchownym Polskiego Narodowego Kościoła Katolickiego. W latach dziewięćdziesiątych XX wieku studiował informatykę i filologię angielską na Black Hawk College w Galva.
W 1990 roku został inkardynowany do Diecezji Zachodniej PNKK. Od 26 marca 1990 roku pełnił funkcję proboszcza parafii Świętej Trójcy w Kewanee. Udzielał się w tym czasie społecznie m.in. jako wolontariusz w hospicjum. Służył też jako kapelan szpitalny.
W 2016 roku został mianowany dziekanem senioratu północno-centralnego Diecezji Zachodniej PNKK. 25 października 2019 roku został wybrany na biskupa-elekta Diecezji Zachodniej PNKK podczas Nadzwyczajnego Synodu Polskiego Narodowego Kościoła Katolickiego.
14 września 2020 roku przyjął w Scranton sakrę biskupią z rąk biskupów PNKK. Ingres i objęcie przez niego probostwa w parafii katedralnej Wszystkich Świętych w Chicago odbyły się 3 października 2020 roku.
Zmarł 13 lipca 2023 roku.